# Hérésie pour Magritte
Hérésie pour Magritte è una serie di 8 cortometraggi del 1979 diretta da Gérard Courant e basata sulla vita del pittore belga René Magritte.